# Миронов, Андрей Андреевич
Андре́й Андре́евич Миро́нов (род. 29 июля 1994, Москва) — российский хоккеист, защитник московского «Спартака».

## Клубная карьера
Начал профессиональную карьеру в 2011 году в составе клуба Молодёжной хоккейной лиги из Балашихи «ХК МВД». Провёл 59 игр, набрав девять (1+8) очков. Начиная с сезона 2012/13 выступал в московском «Динамо». Дебютировал в КХЛ 6 сентября 2012 года в матче с «Барысом», проведя на льду девять минут и 27 секунд. Первую шайбу забросил 8 марта 2013 года в матче против ЦСКА. В сезоне 2012/13 стал обладателем Кубка Гагарина в составе московского «Динамо».
На драфте НХЛ 2015 года был выбран в 4-м раунде «Колорадо Эвеланш».
Отыграв ещё пять сезонов в «Динамо», летом 2017 года уехал в НХЛ. 5 октября 2017 года дебютировал за «Колорадо» в матче против «Нью-Йорк Рейнджерс». Для набора кондиций и адаптации к североамериканскому хоккею был отправлен на три матча в АХЛ в фарм-клуб «Сан-Антонио Рэмпейдж», а затем вновь вызван в состав «Лавин». Первый гол забил в своём седьмом матче в ворота «Нэшвилл Предаторз», но «Колорадо» уступил 2:5.
В НХЛ провёл 10 игр, набрав три очка (1+2) при показателе полезности «+2». За 26 игр в АХЛ смог набрать девять очков (1+8) при показателе полезности «+2». По окончании сезона принял решения вернуться в Россию и подписать контракт с «Динамо». 30 апреля 2024 года в связи с истечением контракта покинул клуб. Всего Миронов провёл за «Динамо» в КХЛ 644 матча и набрал 173 (43+130) очка.
1 мая 2024 года перешёл в московский «Спартак», подписав контракт до 31 мая 2026 года. 27 июня 2025 года заключил с клубом новый контракт до конца сезона 2027/28.

## Карьера в сборной
В 2013 и 2014 годах вызывался в молодёжную сборную России, в составе которой завоевал две бронзовые медали. В 2015 году был вызван в сборную России на чемпионат мира в Чехии. Провёл восемь игр и завоевал серебряные медали. Россия в финале уступила Канаде 1:6.
В 2017 году вновь был вызван в сборную на чемпионат мира. Первую шайбу за Россию провёл в матче против Словакии, закончившегося со счётом 6:0. В 1/4 и 1/2 финала не принимал участия. Но вернулся в состав в матче за 3-е место против сборной Финляндии и помог команде завоевать бронзовые награды, сыграв чуть менее 10 минут

## Достижения
- Участник ЧМ среди юниоров 2012
- Участник «Кубка Будущего» 2012
- Участник «Subway series» 2012 в составе молодёжной сборной России
- Бронзовый призёр МЧМ 2013, 2014
- Чемпион России в составе московского «Динамо» в сезоне 2012/2013
- Обладатель Кубка Гагарина 2013
- Участник матча звёзд КХЛ: 2015

## Статистика
| Легенда | Легенда                    | Легенда | Легенда                   | Легенда | Легенда    |
| ------- | -------------------------- | ------- | ------------------------- | ------- | ---------- |
| И       | Количество проведённых игр | Штр     | Штрафное время            | +/−     | Плюс-минус |
| Г       | Голы                       | П       | Голевые передачи          | О       | Очки       |
| -       | Статистика неизвестна      | —       | Статистика не учитывалась |         |            |